# Mydaea malaiseana
Mydaea malaiseana är en tvåvingeart som beskrevs av Fritz Isidore van Emden 1965. Mydaea malaiseana ingår i släktet Mydaea och familjen husflugor. Inga underarter finns listade i Catalogue of Life.